# Посолство на България в Кишинев
Посолството на България в Кишинев (на румънски: Ambasada Bulgariei în Chișinău) е официална дипломатическа мисия на България в Молдова. Дипломатически отношения са установени на 5 февруари 1992 г., след признатата от България независимост на Република Молдова на 28 декември 1991 г. То е разположено на ул. „Букурещ“ № 92. От 16 август 2023 г. посланик на България в Молдова е Мая Добрева.

## Посланици на България в Молдова
- Петър Воденски (1995 – 2001)[5]
- Евгений Еков (2001 – 2005)[6]
- Николай Илиев (2005 – 2009)[7]
- Георги Панайотов (2009 – 2014)[8]
- Петър Вълов (2014[9] – 2019)[10]
- Евгени Стойчев (2019[11] – 2023)[4]
- Мая Добрева (от 2023 г.)[4]

## Връзки с посолството
Връзки с посолството към юни 2024 г.:
- Телефон: +373 22 23 79 83; +373 22 23 89 10
- Факс: +373 22 23 79 78
- Дежурен телефони в извънработно време: +37322237978
- Работно време: 09:00 – 17:30 ч.
- E-mail: Embassy.Chisinau@mfa.bg